# Ширяев, Всеволод Александрович
Все́волод Алекса́ндрович Ширя́ев (7 августа 1911, Санкт-Петербург — 4 сентября 1942, Яшкульский район, Калмыкия) — командир эскадрильи 806-го штурмового авиационного полка (289-я штурмовая авиационная дивизия 6-й штурмовой авиационный корпус, 8-я воздушная армия, Сталинградский фронт), капитан. Герой Советского Союза.

## Биография
Всеволод Александрович Ширяев родился 7 августа 1911 года в Санкт-Петербурге в семье русского рабочего.
Окончил 7 классов школы в Гатчине и школу ФЗУ в Ленинграде. Работал ремонтным рабочим на Октябрьской железной дороге.
В РККА с 1930 года. Окончил Ленинградскую военно-теоретическую авиационную школу. Некоторое время жил и работал в Кисловодске. В 1933 году окончил 2-ю Борисоглебскую военную авиационную школу лётчиков. Служил младшим лётчиком, командиром звена, затем эскадрильи. Участник советско-финской войны 1939—1940 годов.
C июня 1941 года Ширяев служил в 276-м ближнебомбардировочном авиаполку, сформированном в городе Тихорецке Краснодарского края. 27 марта 1942 года из экипажей этого полка был сформирован 806-й штурмовой авиационный полк.
На фронтах Великой Отечественной войны с августа 1942 года. Командир эскадрильи 806-го штурмового авиационного полка капитан Ширяев В. А. водил группы штурмовиков на боевые задания. Во время боёв под Сталинградом проявил высокое мужество и отвагу. В одном из боёв его самолёт был подбит, а сам он ранен, но сумел выполнить боевую задачу и привёл группу без потерь на свой аэродром.
4 сентября 1942 года капитан Ширяев во главе эскадрильи вылетел на уничтожение противника в районе села Хулхута (Яшкульский район, Калмыкия). В первом заходе от прямого попадания зенитного снаряда самолёт Ширяева загорелся, но он продолжал бомбить и штурмовать цель. Видя, что спасти самолёт невозможно, он отделился от группы, определил наибольшее скопление техники противника и направил туда охваченный пламенем Ил-2. На глазах у ведомых штурмовик командира взорвался, уничтожив немало гитлеровцев.

## Награды

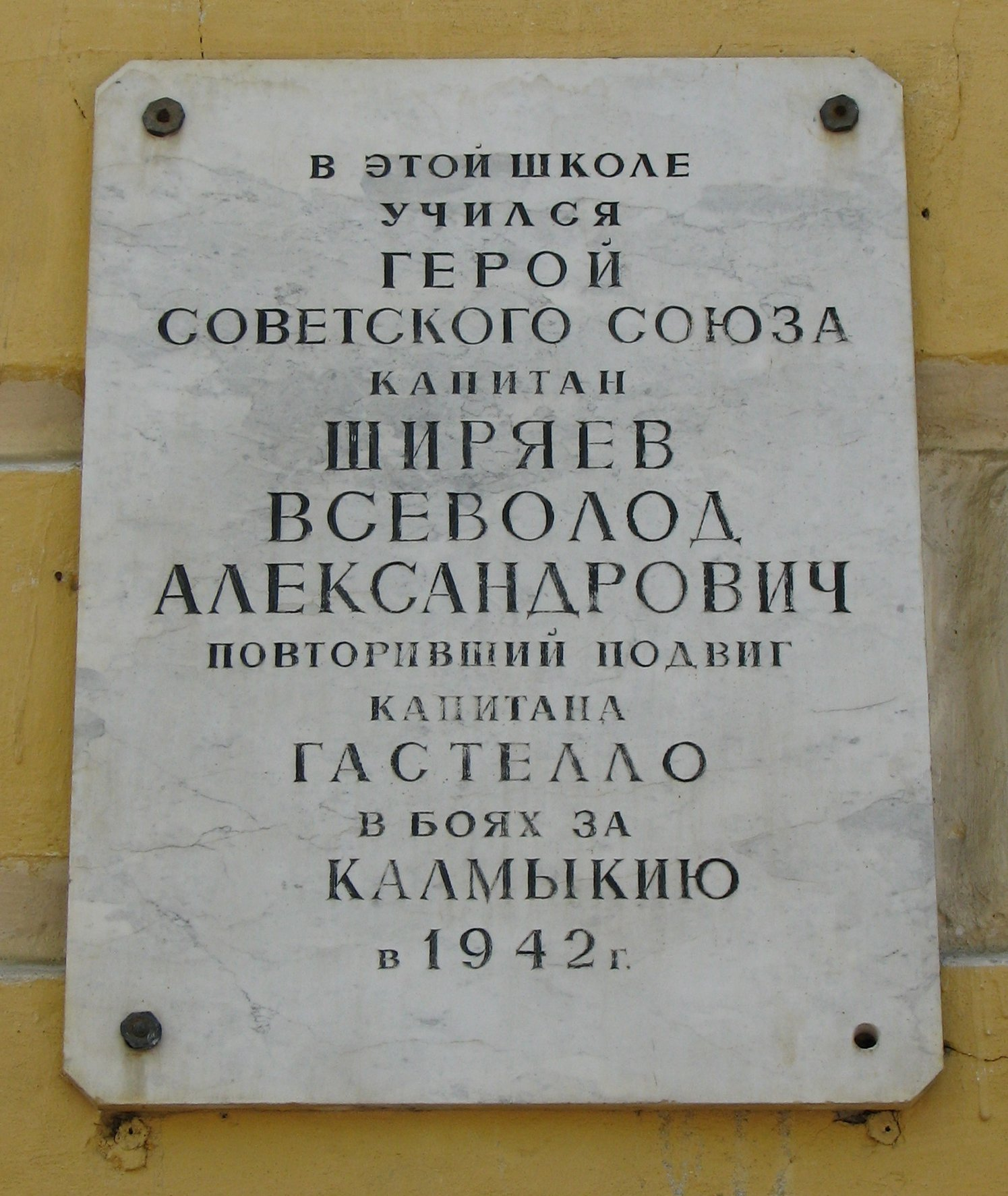
Памятная доска на фасаде школы № 4 в Гатчине

- Звание Героя Советского Союза Всеволоду Александровичу Ширяеву присвоено посмертно 8 февраля 1943 года.
- Награждён орденом Ленина, медалью «За отвагу»[2].

## Увековечивание памяти
- В 1973 году приказом министра обороны СССР капитан Ширяев навечно зачислен в списки 1-й эскадрильи 806-го авиационного полка истребителей-бомбардировщиков.
- Его имя носит Уттинская средняя школа Яшкульского района Калмыкии.
- На здании школы № 4 в Гатчине, где он учился, установлена мемориальная доска.
- В Астрахани есть улица Ширяева, на одном из домов улицы установлена мемориальная доска.
- На мемориале «Воинская Слава» города-курорта Кисловодска в честь Героя установлена памятная доска[3].